# 3e étape du Tour d'Italie 2004
Pour un article plus général, voir Tour d'Italie 2004.
La 3e étape du Tour d'Italie 2004 a eu lieu le 11 mai 2004 entre la ville de Pontremoli et le sommet du Corno alle Scale (Lizzano in Belvedere) sur une distance de 191 km. C'est la première arrivée au sommet de cette édition. Elle a été remportée par l'Italien Gilberto Simoni (Saeco) devant son compatriote et coéquipier Damiano Cunego et Franco Pellizotti (Alessio-Bianchi). Simoni profite de cette victoire pour s'emparer du maillot rose de leader du classement général au détriment de l'Australien Bradley McGee (Fdjeux.com) à l'issue de l'étape.

## Classement de l'étape
| \| Classement de l'étape \| Classement de l'étape \| Classement de l'étape \| Classement de l'étape \| Classement de l'étape \| \| Coureur \| Coureur \| Pays \| Équipe \| Temps \| \| --------------------- \| --------------------- \| --------------------- \| ---------------------------------- \| --------------------- \| \| 1er \| Gilberto Simoni \| Italie \| Saeco \| 5 h 46 min 09 s \| \| 2e \| Damiano Cunego \| Italie \| Saeco \| + 15 s \| \| 3e \| Franco Pellizotti \| Italie \| Alessio-Bianchi \| + 16 s \| \| 4e \| Giuliano Figueras \| Italie \| Ceramica Panaria-Margres \| + 16 s \| \| 5e \| Yaroslav Popovych \| Ukraine \| Landbouwkrediet-Colnago \| + 16 s \| \| 6e \| Eddy Mazzoleni \| Italie \| Saeco \| + 32 s \| \| 7e \| Gerhard Trampusch \| Autriche \| Acqua & Sapone - Caffè Mokambo \| + 32 s \| \| 8e \| Stefano Garzelli \| Italie \| Vini Caldirola-Nobili Rubinetterie \| + 34 s \| \| 9e \| Dario Cioni \| Italie \| Fassa Bortolo \| + 34 s \| \| 10e \| Andrea Noè \| Italie \| Alessio-Bianchi \| + 34 s \| |                   |          |                                    |                 |
| |                   |          |                                    |                 |
| |                   |          |                                    |                 |
| Classement de l'étape |                   |          |                                    |                 |
| Coureur | Coureur           | Pays     | Équipe                             | Temps           |
| 1er | Gilberto Simoni   | Italie   | Saeco                              | 5 h 46 min 09 s |
| 2e | Damiano Cunego    | Italie   | Saeco                              | + 15 s          |
| 3e | Franco Pellizotti | Italie   | Alessio-Bianchi                    | + 16 s          |
| 4e | Giuliano Figueras | Italie   | Ceramica Panaria-Margres           | + 16 s          |
| 5e | Yaroslav Popovych | Ukraine  | Landbouwkrediet-Colnago            | + 16 s          |
| 6e | Eddy Mazzoleni    | Italie   | Saeco                              | + 32 s          |
| 7e | Gerhard Trampusch | Autriche | Acqua & Sapone - Caffè Mokambo     | + 32 s          |
| 8e | Stefano Garzelli  | Italie   | Vini Caldirola-Nobili Rubinetterie | + 34 s          |
| 9e | Dario Cioni       | Italie   | Fassa Bortolo                      | + 34 s          |
| 10e | Andrea Noè        | Italie   | Alessio-Bianchi                    | + 34 s          |

## Classement général
À la suite de sa victoire d'étape au cours de la première arrivée au sommet de l'épreuve, le tenant du titre l'Italien Gilberto Simoni (Saeco) s'empare de la tête du classement général et du maillot rose de leader. Il devance son coéquipier et compatriote Damiano Cunego de treize secondes et l'Ukrainien Yaroslav Popovych (Landbouwkrediet-Colnago) de vingt-et-une secondes.
| \| Classement général \| Classement général \| Classement général \| Classement général \| Classement général \| \| Coureur \| Coureur \| Pays \| Équipe \| Temps \| \| ------------------ \| ------------------ \| ------------------ \| ---------------------------------- \| ------------------ \| \| 1er \| Gilberto Simoni \| Italie \| Saeco \| 14 h 13 min 58 s \| \| 2e \| Damiano Cunego \| Italie \| Saeco \| + 13 s \| \| 3e \| Yaroslav Popovych \| Ukraine \| Landbouwkrediet-Colnago \| + 21 s \| \| 4e \| Franco Pellizotti \| Italie \| Alessio-Bianchi \| + 29 s \| \| 5e \| Gerhard Trampusch \| Autriche \| Acqua & Sapone - Caffè Mokambo \| + 41 s \| \| 6e \| Giuliano Figueras \| Italie \| Ceramica Panaria-Margres \| + 45 s \| \| 7e \| Dario Cioni \| Italie \| Fassa Bortolo \| + 52 s \| \| 8e \| Serhiy Honchar \| Ukraine \| De Nardi-Piemme Telekom \| + 58 s \| \| 9e \| Stefano Garzelli \| Italie \| Vini Caldirola-Nobili Rubinetterie \| + 1 min 05 s \| \| 10e \| Eddy Mazzoleni \| Italie \| Saeco \| + 1 min 06 s \| |                   |          |                                    |                  |
| |                   |          |                                    |                  |
| |                   |          |                                    |                  |
| Classement général |                   |          |                                    |                  |
| Coureur | Coureur           | Pays     | Équipe                             | Temps            |
| 1er | Gilberto Simoni   | Italie   | Saeco                              | 14 h 13 min 58 s |
| 2e | Damiano Cunego    | Italie   | Saeco                              | + 13 s           |
| 3e | Yaroslav Popovych | Ukraine  | Landbouwkrediet-Colnago            | + 21 s           |
| 4e | Franco Pellizotti | Italie   | Alessio-Bianchi                    | + 29 s           |
| 5e | Gerhard Trampusch | Autriche | Acqua & Sapone - Caffè Mokambo     | + 41 s           |
| 6e | Giuliano Figueras | Italie   | Ceramica Panaria-Margres           | + 45 s           |
| 7e | Dario Cioni       | Italie   | Fassa Bortolo                      | + 52 s           |
| 8e | Serhiy Honchar    | Ukraine  | De Nardi-Piemme Telekom            | + 58 s           |
| 9e | Stefano Garzelli  | Italie   | Vini Caldirola-Nobili Rubinetterie | + 1 min 05 s     |
| 10e | Eddy Mazzoleni    | Italie   | Saeco                              | + 1 min 06 s     |

## Classements annexes
| Classement par points | Classement par points | Classement par points | Classement par points          | Classement par points |
| Coureur               | Coureur               | Pays                  | Équipe                         | Points                |
| --------------------- | --------------------- | --------------------- | ------------------------------ | --------------------- |
| 1er                   | Damiano Cunego        | Italie                | Saeco                          | 45 pts                |
| 2e                    | Alessandro Petacchi   | Italie                | Fassa Bortolo                  | 26 pts                |
| 3e                    | Gilberto Simoni       | Italie                | Saeco                          | 25 pts                |
| 4e                    | Crescenzo D'Amore     | Italie                | Acqua & Sapone - Caffè Mokambo | 25 pts                |
| 5e                    | Eddy Mazzoleni        | Italie                | Saeco                          | 22 pts                |

| Classement par points | Classement par points | Classement par points | Classement par points          | Classement par points |
| Coureur               | Coureur               | Pays                  | Équipe                         | Points                |
| --------------------- | --------------------- | --------------------- | ------------------------------ | --------------------- |
| 1er                   | Damiano Cunego        | Italie                | Saeco                          | 45 pts                |
| 2e                    | Alessandro Petacchi   | Italie                | Fassa Bortolo                  | 26 pts                |
| 3e                    | Gilberto Simoni       | Italie                | Saeco                          | 25 pts                |
| 4e                    | Crescenzo D'Amore     | Italie                | Acqua & Sapone - Caffè Mokambo | 25 pts                |
| 5e                    | Eddy Mazzoleni        | Italie                | Saeco                          | 22 pts                |

| Classement de la montagne | Classement de la montagne | Classement de la montagne | Classement de la montagne | Classement de la montagne |
| Coureur                   | Coureur                   | Pays                      | Équipe                    | Points                    |
| ------------------------- | ------------------------- | ------------------------- | ------------------------- | ------------------------- |
| 1er                       | Gilberto Simoni           | Italie                    | Saeco                     | 16 pts                    |
| 2e                        | Damiano Cunego            | Italie                    | Saeco                     | 13 pts                    |
| 3e                        | Renzo Mazzoleni           | Italie                    | Tenax                     | 8 pts                     |
| 4e                        | Fabian Wegmann            | Allemagne                 | Gerolsteiner              | 8 pts                     |
| 5e                        | Alexandre Moos            | Suisse                    | Phonak Hearing Systems    | 6 pts                     |

| Classement de la montagne | Classement de la montagne | Classement de la montagne | Classement de la montagne | Classement de la montagne |
| Coureur                   | Coureur                   | Pays                      | Équipe                    | Points                    |
| ------------------------- | ------------------------- | ------------------------- | ------------------------- | ------------------------- |
| 1er                       | Gilberto Simoni           | Italie                    | Saeco                     | 16 pts                    |
| 2e                        | Damiano Cunego            | Italie                    | Saeco                     | 13 pts                    |
| 3e                        | Renzo Mazzoleni           | Italie                    | Tenax                     | 8 pts                     |
| 4e                        | Fabian Wegmann            | Allemagne                 | Gerolsteiner              | 8 pts                     |
| 5e                        | Alexandre Moos            | Suisse                    | Phonak Hearing Systems    | 6 pts                     |

| Classement par équipes | Classement par équipes         | Classement par équipes | Classement par équipes |
| Équipe                 | Équipe                         | Pays                   | Temps                  |
| ---------------------- | ------------------------------ | ---------------------- | ---------------------- |
| 1re                    | Saeco                          | Italie                 | 42 h 16 min 26 s       |
| 2e                     | Alessio-Bianchi                | Italie                 | + 1 min 29 s           |
| 3e                     | Ceramica Panaria-Margres       | Italie                 | + 2 min 01 s           |
| 4e                     | Lampre                         | Italie                 | + 2 min 02 s           |
| 5e                     | Acqua & Sapone - Caffè Mokambo | Italie                 | + 3 min 07 s           |

| Classement par équipes | Classement par équipes         | Classement par équipes | Classement par équipes |
| Équipe                 | Équipe                         | Pays                   | Temps                  |
| ---------------------- | ------------------------------ | ---------------------- | ---------------------- |
| 1re                    | Saeco                          | Italie                 | 42 h 16 min 26 s       |
| 2e                     | Alessio-Bianchi                | Italie                 | + 1 min 29 s           |
| 3e                     | Ceramica Panaria-Margres       | Italie                 | + 2 min 01 s           |
| 4e                     | Lampre                         | Italie                 | + 2 min 02 s           |
| 5e                     | Acqua & Sapone - Caffè Mokambo | Italie                 | + 3 min 07 s           |